# Socket 939
Socket 939は、AMDが2004年6月に、Athlon 64プロセッサ向けのSocket 754の後継として発表したCPUソケットである。Socket 939は2006年5月に、Socket AM2に置き換えられた。Socket 939はAMDのAMD64シリーズのプロセッサのために設計された、2番目のソケットである。

## 概要
Socket 939は2004年6月に手に入るようになり、2006年5月にSocket AM2に置き換えられた。AMDは、現行と将来のプラットフォームに焦点を絞るため、このソケットの製造を縮小している。
Socket 939向けに、シングルコア・デュアルコアの両方のプロセッサが、Athlon 64, Athlon 64 FX, Athlon 64 X2, Sempron, Opteronの名前で製造された。Opteron 185とAthlon 64 FX-60は、2.6GHzのクロック速度と、コアごとに1MBのL2キャッシュを搭載し、Socket 939向けに製造された最速のデュアルコアプロセッサである。FX-57は2.8GHzをわずかに上回る速度で動作し、Socket 939で動作する最速のシングルコアプロセッサである。

## 仕様
Socket 939は、デュアルチャネルのDDR SDRAMをサポートし、メモリ帯域は6.4GB/sである。Socket 939向けのプロセッサは3DNow!／SSE2とSSE3（リビジョンE以降）の命令セットをサポートする。Socket 939は16ビット幅のHyperTransportを1つ有し、最高2000MT/sで動作する。このソケットを使用するプロセッサは、それぞれ64KBのL1インストラクション・データキャッシュを持ち、256KB／512KBまたは1MBのL2キャッシュを持つ。

## チップセット
Socket 939 の市場流通が終了してから2年以上が経過した2009年10月、本来Socket AM3用としてリリースされている最新のチップセットである、AMD 785Gを搭載するSocket 939用マザーボードがASRockより発売された。
AMD 785G は、AMD 780GをDirectX 10.1に対応させたもので、グラフィック統合チップながら、高いグラフィック性能を持っている。
Athlon 64 以降ではメモリコントローラをCPU側に持つため、メモリこそDDR SDRAMのデュアルチャネルで、処理能力もCPUなりとなるが、サウスブリッジにも新しい AMD SB710 を搭載することで、RAIDに対応したSATAやeSATA、PCI Express、HDCPに対応したDVI、HDMI、7.1chオーディオ、ギガビット・イーサネットなどをサポートしており、マルチメディア対応のリビングPCや、ネットワークを介したホームサーバに、Socket 939 CPUを生かすことができる。

## 採用製品
CPU
- AMD
  - K8
    - ClawHammer
    - Newcastle
    - Winchester
    - Palermo / Venice
    - San Diego / Manchester
    - Toledo
    - Venus / Denmark

チップセット
- AMD
  - 480X[2]
  - 785G[1], 790GX[3]
- ATI
  - Radeon Xpress 200, 200P, 200 CrossFire, 3200
- NVIDIA
  - nForce3 250, Ultra
  - nForce4 4X, Ultra, SLI, SLI X16
  - GeForce 6100, 6150, 7050
  - nForce Professional 2200
- ULi (NVIDIA)
  - M1689, M1695, M1697
- SiS
  - 756, 761
- VIA
  - K8T800, K8M800, K8T890, K8M890
- Broadcom
  - HT-1000